# 李芸 (演員)
李芸（1963年12月19日—），籍贯中国上海。1986年毕业于北京电影学院，电影和电视演员。父亲是上海戏剧学院教授和著名演员李志舆。

## 电影
- 1985年《疯狂上海滩》饰李惠芬
- 1985年《夜半歌声》饰李晓霞
- 1987年《天使与魔鬼》饰白云
- 2000年《大憨》饰陈星

## 电视
- 1985年《一代袅雄》饰小凤
- 1986年《在水一方》饰杜小双
- 1986年《西厢记》饰崔莺莺
- 1987年《伦敦启示录》
- 1987年《审记备忘录》
- 1995年《若男和她的儿女们》饰莲子
- 1996年《尘缘》饰钱温馨
- 1996年《鲁氏兄弟》
- 1997年《夏日的期待》饰白桦
- 1997年《绿卡族》饰黄甜子
- 1999年《男人离婚》饰陆红
- 2000年《冰蝴蝶》
- 2000年《重案六组》饰李芳（客串）
- 2000年《堆积情感》饰王小琳（客串）
- 2001年《温柔陷阱》饰惠娟
- 2001年《乾隆王朝》饰皇后
- 2001年《落差》饰赵弋阳
- 2002年《不觉流水年长》饰安琪
- 2003年《玫瑰花开》饰李枚
- 2004年《雾非雾》饰古丽

## 获奖
1987年被观众评选为“影视十佳演员”。